# Contea di Milam
La contea di Milam (in inglese: Milam County) è una contea dello Stato del Texas, negli Stati Uniti d'America. La popolazione al censimento del 2010 era di 24 757 abitanti. Il capoluogo di contea è Cameron. La contea è stata creata nel 1834 come municipalità del Messico, prima di essere organizzata come contea texana nel 1837. Il suo nome deriva da Benjamin Rush "Ben" Milam (pronunciato "MY-lum") (1788–1835), uno dei primi coloni e soldato della Guerra d'indipendenza del Texas.

## Geografia fisica
| Anno | Popolazione | ±%     |
| ---- | ----------- | ------ |
| 1850 | 2,907       | Note:  |
| 1860 | 5,175       | 78.0%  |
| 1870 | 8,984       | 73.6%  |
| 1880 | 18,659      | 107.7% |
| 1890 | 24,773      | 32.8%  |
| 1900 | 39,666      | 60.1%  |
| 1910 | 36,780      | −7.3%  |
| 1920 | 38,104      | 3.6%   |
| 1930 | 37,915      | −0.5%  |
| 1940 | 33,120      | −12.6% |
| 1950 | 23,585      | −28.8% |
| 1960 | 22,263      | −5.6%  |
| 1970 | 20,028      | −10.0% |
| 1980 | 22,732      | 13.5%  |
| 1990 | 22,946      | 0.9%   |
| 2000 | 24,238      | 5.6%   |
| 2010 | 24,757      | 2.1%   |

Secondo l'Ufficio del censimento degli Stati Uniti d'America la contea ha un'area totale di 1022 miglia quadrate (2650 km²), di cui 1017 miglia quadrate (2630 km²) sono terra, mentre 4,8 miglia quadrate (12 km², corrispondenti allo 0,5% del territorio) sono costituiti dall'acqua.

### Strade principali
- U.S. Highway 77
- U.S. Highway 79
- U.S. Highway 190
- State Highway 36

### Contee adiacenti
- Falls County (nord)
- Robertson County (nord-est)
- Burleson County (sud-est)
- Lee County (sud)
- Williamson County (sud-ovest)
- Bell County (nord-ovest)

## Istruzione
Nella contea sono presenti i seguenti distretti scolastici:
- Buckholts Independent School District
- Cameron Independent School District
- Gause Independent School District
- Milano Independent School District
- Rockdale Independent School District
- Thorndale Independent School District
- St. Paul Lutheran School